# Gabriele Savino
Gabriele Savino (Vercelli, 6 febbraio 1960) è un ex calciatore italiano.

## Carriera
Inizia a giocare in Serie C con la maglia della Pro Vercelli, la formazione della sua città, militando poi negli anni seguenti con Novara, Legnano e Carrarese, sollevando con questi ultimi la Coppa Italia di Serie C nella stagione 1982-1983.
Passa quindi al Lanerossi Vicenza, con cui esordisce in Serie B l'8 settembre 1985 nella trasferta sul campo del Monza (0-1). Dopo i due anni con i biancorossi si accasa per una stagione alla Lazio, sempre tra i cadetti, cui seguono altre due annate nella stessa categoria con la divisa del Brescia, con cui debutta il 9 ottobre 1988 nella sfida in casa del Bari (0-0). Con le rondinelle, nella stagione 1988-1989 realizza 10 reti, risultando a fine stagione il miglior marcatore della squadra.
Nel campionato 1990-1991 si trasferisce alla Lucchese. La stagione seguente scende di categoria vestendo la maglia del Mantova, in Serie C2, ottenendo un quarto posto in classifica. Nell'annata 1992-1993 gioca nel Treviso, nel Campionato Nazionale Dilettanti, vincendo la Coppa Italia Dilettanti. La stagione seguente chiude la carriera nel Valdagno.

## Palmarès
- Coppa Italia Serie C: 1

Carrarese: 1982-1983
- Coppa Italia Dilettanti: 1

Treviso: 1992-1993